# Nataniel (Lwow)
Nataniel, imię świeckie Wasilij Lwow (ur. 4 sierpnia?/17 sierpnia 1906 w Moskwie, zm. 26 października 1986 w Monachium) – biskup Rosyjskiego Kościoła Prawosławnego poza granicami Rosji.

## Życiorys
Był synem deputowanego do Dumy Państwowej Władimira Lwowa. Ukończył gimnazjum w Petersburgu, po czym uczył się w szkołach realnych w Bugurusłańsku i Tomsku. Po rewolucji październikowej razem z rodziną emigrował do Chin. Naukę w szkole realnej ukończył w Harbinie w 1922. Od 1928 do 1931 był słuchaczem wieczorowych kursów teologicznych w tym samym mieście. W 1929 złożył wieczyste śluby zakonne i w tym samym roku przyjął święcenia kapłańskie. Pracował w przytułku dla sierot w Harbinie. W 1936 razem z arcybiskupem Nestorem (Anisimowem) prowadził pracę misyjną w południowych Indiach, zaś od 1937 do 1939 kierował misją prawosławną na Cejlonie. W 1939 otrzymał godność archimandryty i wyjechał do Czechosłowacji, gdzie był zastępcą przełożonego monasteru św. Hioba Poczajowskiego w Ladomirovej. Po ataku III Rzeszy na ZSRR redagował teksty o tematyce duchowej oraz modlitewnik, które miały zostać przewiezione do ZSRR i tam wykorzystane na terytoriach okupowanych przez nazistów.
W 1945 znalazł się w Berlinie, gdzie był proboszczem parafii przy soborze Zmartwychwstania Chrystusa. Uciekając przed Armią Czerwoną, dotarł do Hamburga. W 1946 został wyświęcony na biskupa brukselskiego i zachodnioeuropejskiego w Rosyjskim Kościele Prawosławnym poza granicami Rosji. W 1951 emigrował do Wielkiej Brytanii, zaś od 1952 do 1954 administrował parafiami Kościoła w Afryce Północnej. Następnie wrócił do Niemiec, mieszkał kolejno w Mannheim, w Berlinie i w Monachium, gdzie w 1966 został przełożonym monasteru św. Hioba Poczajowskiego. Od 1971 lub od 1976 był biskupem wiedeńskim i austriackim. W 1981 podniesiony do godności arcybiskupiej. Zmarł w 1986 i został pochowany na prawosławnym cmentarzu w Wiesbaden.